# دان غريمالدي
دان غريمالدي (بالإنجليزية: Dan Grimaldi)‏ هو ممثل أمريكي، ولد في القرن 20 في بروكلين في الولايات المتحدة.

## أعمال

### مسلسلات
- آل سوبرانو

## وصلات خارجية
- دان غريمالدي على موقع IMDb (الإنجليزية)
- دان غريمالدي على موقع ألو سيني (الفرنسية)
- دان غريمالدي على موقع أول موفي (الإنجليزية)
- دان غريمالدي على موقع قاعدة بيانات الفيلم (الإنجليزية)
- دان غريمالدي على موقع كينوبويسك (الروسية)